# Eduard Grisebach

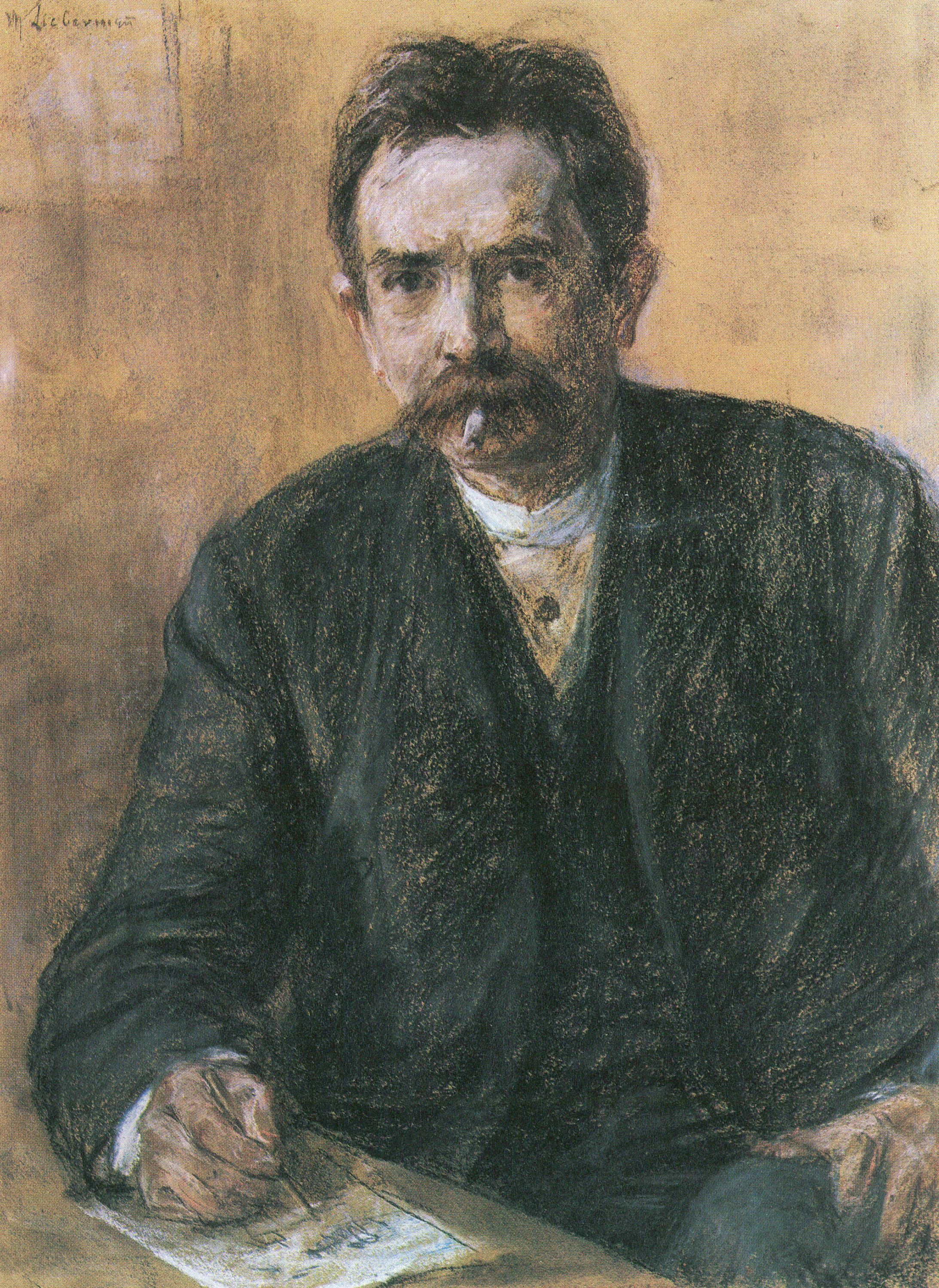
Eduard Grisebach, Bildnis von Max Liebermann, 1893

Exlibris Eduard Grisebach

Eduard Grisebach (* 9. Oktober 1845 in Göttingen; † 22. März 1906 in Charlottenburg bei Berlin) war ein deutscher Diplomat, Schriftsteller, Literaturwissenschaftler und Bibliophiler.

## Leben
Er war der Sohn des Botanikers August Grisebach. Nach dem Studium der Rechtswissenschaften in Berlin und Leipzig promovierte Grisebach 1867 in Göttingen und wurde anschließend Rechtsreferendar am Kammergericht in Berlin. 1870/71 nahm er am Krieg gegen Frankreich teil und trat nach Friedensschluss in den diplomatischen Dienst ein. Nach Tätigkeiten bei den Botschaften in Rom (1872) und Konstantinopel (1873) wurde er 1875 Kanzler des deutschen Konsulats in Smyrna und 1876 Vizekonsul in Jassy. Nach Tätigkeiten als Konsul in Bukarest (1880) und Sankt Petersburg (1881) wurde er nach Madrid und 1886 nach Port-au-Prince versetzt. 1889 ging er in den Ruhestand und lebte in Charlottenburg bei Berlin als bibliophiler Sammler, Literaturhistoriker und Privatgelehrter. 1897 heiratete er die Wirtschafterin Anna Mattuschka; mit ihr hatte er zwei Söhne, darunter den späteren Filmeditor Ludolf Grisebach. Eduard Grisebachs Grab befindet sich auf dem Zentralfriedhof Friedrichsfelde im Feld G3.

## Werk
Als Lyriker trat er schon 1869 mit Gedichten hervor (Der neue Tanhäuser und 1875 Tanhäuser in Rom), die wegen ihrer sinnenfrohen und lebendigen Gestaltung teils Ablehnung, teils Bewunderung erregten. Er bearbeitete Editionen von Texten Lichtenbergs, Waiblingers, Kleists, E. T. A. Hoffmanns, Grabbes und Bürgers. Zwei Sonette von William Shakespeare (75 und 129) übersetzte er für den Neuen Tannhäuser. Zusammenfassende literaturgeschichtliche Studien gab er unter den Titeln Die deutsche Literatur seit 1770 und Das Goethische Zeitalter der deutschen Dichtung heraus. Pionierarbeit hat Grisebach in der Schopenhauer-Forschung geleistet (siehe „Herausgeberschaft“). Die Bibliophilie hat er bereichert mit seinem zweibändigen Weltlitteratur-Katalog eines Bibliophilen und dem Katalog der Bücher eines Bibliophilen.
Nach Grisebachs Tod wurde seine Bibliothek – etwa 3200 Titel – „von dem Wiesbadener Antiquar Heinrich Staadt für M 45000 erworben und an Walter von Brüning verkauft; aus dessen Besitz gelangte sie 1930 durch [Martin] Breslauer zur Versteigerung.“ Die Versteigerung fand vom 29. April bis zum 1. Mai 1930 in Berlin statt, der Versteigerungskatalog umfasste 1233 Positionen. Martin Breslauer leitete den Katalog mit einem Vorwort Eduard Grisebach als Sammler ein.

## Werke (Auswahl)
- Der neue Tanhäuser. Reichardt & Zander, Berlin 1869
- Tanhäuser in Rom. Rosner, Wien 1875.
- Die deutsche Literatur 1770–1870. Beitraege zu ihrer Geschichte mit Benutzung handschriftlicher Quellen. Rosner, Wien 1876 (Digitalisat).
- Die Wanderung der Novelle von der treulosen Wittwe durch die Weltlitteratur. Lehmann, Berlin 1886 (Digitalisat).
- Das Goethe’sche Zeitalter der deutschen Dichtung. Mit ungedruckten Briefen Wilhelm Heinse's und Clemens Brentano's. Engelmann, Leipzig 1891
- Katalog der Bücher eines deutschen Bibliophilen. Mit litterarischen und bibliographischen Anmerkungen. Drugulin, Leipzig 1894. Supplement und Namen-Register 1895
- Weltlitteratur-Katalog eines Bibliophilen mit litterarischen und bibliographischen Anmerkungen. Hofmann, Berlin 1898. Ergänzungsband 1900
- Schopenhauer, Geschichte seines Lebens, nebst einer Schopenhauer-Bibliographie. Hofmann, Berlin 1905 (Digitalisat).

## Herausgeberschaft (Auswahl)
- Heinrich von Kleist "Sämtliche Werke" in zwei Bänden; herausgegeben von Eduard Griesebach, Ph.Reclam jun, Leipzig; oJ [1883]
- Kin-ku-ki-kuan. Chinesisches Novellenbuch. Deutsch von Eduard Grisebach. Lehmann, Berlin 1887
- Edita und Inedita Schopenhaueriana. Eine Schopenhauer-Bibliographie, sowie Randschriften und Briefe Arthur Schopenhauer’s mit Porträt, Wappen und Facs. der Handschrift des Meisters. Zu seinem hundertjährigen Geburtstage. Brockhaus, Leipzig 1888
- Arthur Schopenhauer: Sämtliche Werke in sechs Bänden. Reclam, Leipzig 1891–1895
- Wilhelm Waiblinger: Gedichte aus Italien. Nach den ersten, vom Dichter selbst besorgten Drucken, sowie aus dem handschriftlichen Nachlass. 2 Bände. Reclam, Leipzig 1893–1895
- Gottfried August Bürger’s Werke. Mit einer biographischen Einleitung und bibliographischem Anhang. 5., verm. u. verb. Aufl. Grote, Berlin 1894
- Christian Dietrich Grabbe's sämtliche Werke in 4 Bänden. Mit textkritischen Anhängen und der Biographie des Dichters. Behr, Berlin 1902
- E. T. A. Hoffmanns sämtliche Werke in fünfzehn Bänden. Hesse, Leipzig 1905. (Zuerst 1900; 1905 erschien die neue, um die musikalischen Schriften verm. Ausg.)